# Actiespel
Actiespel (Engels: action game) is een verzamelnaam voor alle computerspelgenres, waarin vaardigheid en behendigheid van de speler wordt verwacht. Dit gaat meestal hand in hand met een sterk realtime-aspect.
In de meeste actiespellen leidt de speler een team of een voertuig. Door het gebruik van levenspunten wordt bijvoorbeeld het spelpersonage sterfelijk, of wordt het voertuig vernietigbaar, zodat het letten op de schademeter essentieel wordt. In veel actiespellen wordt de speler opgedragen tot het gebruik van vuurwapens (first-person shooter, third-person shooter, shoot 'em up) of het gebruik van geweld met vuisten of handschoenen (beat 'em up, vechtspel, hack and slash). In andere actiespellen, zoals platformspellen, moet de speler obstakels overwinnen, veelal door acrobatische sprongen, om het grootste deel van het spel te winnen.
In tegenstelling tot een adventure kan bij een actiespel die situatie meestal niet opgeslagen worden, zodat volledig opnieuw gestart dient te worden als de speler faalt.

## Lijst van actiespelsubgenres
- Action-adventure
- Actie-RPG
- Beat 'em up
- Hack and slash
- First-person shooter
- Jump 'n' run (platformspel)
- Racespel
- Real-time strategy
- Shoot 'em up
- Stealth game
- Tactical shooter
- Third-person shooter